# Драмско-серски говор
Драмско-серският говор е български диалект от групата западните рупски говори. Македонската диалектология го класифицира като Сярско-Драмско-Лъгадинско-Неврокопски диалект.
Говори се на територията на Република Гърция в районите на Драма, Сяр и Валовища. Диалектът е преходен към гоцеделчевския говор.
Една от основните причини да се причислява към рупските говори, е застъпването на ъ за старобългарските ъ и ѫ: бъ̀чва, мъх, гъ̀ба, къ̀шта.

## Характеристики
Както почти всички български диалекти, в драмско-серския говор прасляванските *tj и *dj преминават в шт, жд: къ̀шта, грàждъне.
- Редукции от типа о⇒у и е⇒и: д’àду, зилèн.
- Мекост на съгласните в краесловие: цар’, ден’, изѝк’ (език), сол’.
- Ятовият изговор при ударение е ’а, а неударен - е: р’àка—рекàта, п’àсък—песъклѝва. Но в някои селища ѣ⇒ê пред мека сричка: бềше, мрềжа.
- Глаголни окончания за 1 л. ед. ч. сег. време I и II спрежение -а, респективно -’а: бèра, нòс’а.
- Окончания за мъжки род ед. ч. е:
  - след твърда съгласна -ъ (в някои селища -ът): градъ̀, градъ̀т
  - след мека съгласна -е (съответно -ет): пъ̀т’е, пъ̀т’ет
- Лични местоимения:
  - 3 л. имен. пад.: той, т’а.
  - 3 л. мн. ч. дат. пад. (кратки форми): хми, хни, хим
- Употреба на наставка -шти за прилагателни, образувани от животинки наименования: йàгнешти (агнешки), кỳчешти (кучешки).
- Друга диалектна особеност са преходи увам⇒овам и ичам⇒ицам при употребата им в глаголи: испѝцам (изпичам), купòвам (купувам)